# Nephrotoma ramulifera
Nephrotoma ramulifera är en tvåvingeart som beskrevs av Bo Tjeder 1955. Nephrotoma ramulifera ingår i släktet Nephrotoma och familjen storharkrankar. Enligt den svenska rödlistan är arten otillräckligt studerad i Sverige. Arten förekommer i Övre Norrland. Artens livsmiljö är fjäll, våtmarker. Inga underarter finns listade i Catalogue of Life.